# José L. Piedra

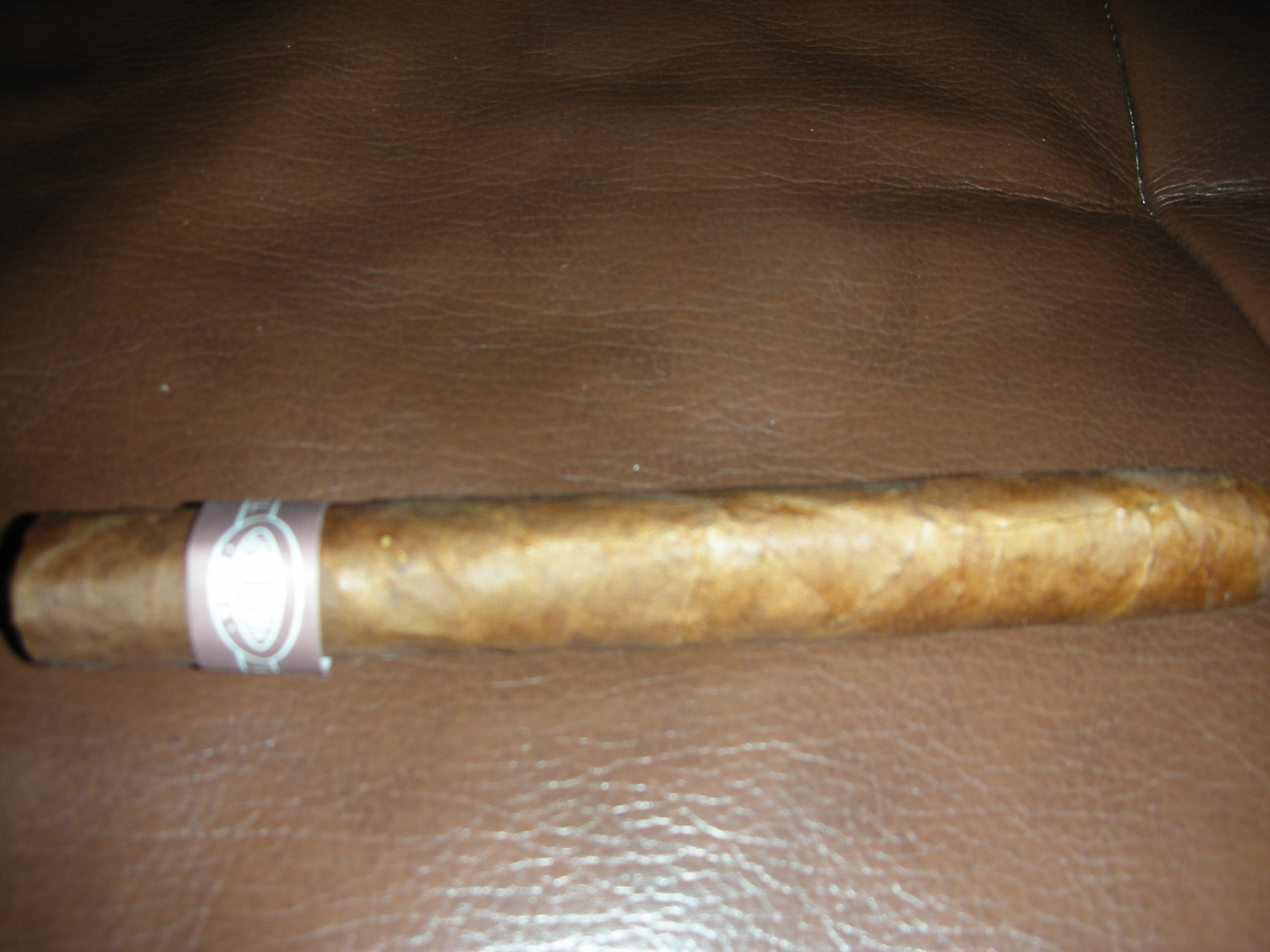
José L. Piedra

Jose L. Piedra  är ett kubansk cigarrmärke, etablerat 1880. Det finns ett antal olika sorter av cigarrmärket, varav alla maskintillverkas. Täckbladet läggs på för hand.